# Bad Girls (песня Донны Саммер)
«Bad Girls» (с англ. — «Плохие девочки») — песня, записанная американской певицей Донной Саммер для её восьмого студийного альбома с одноимённым названием. В качестве сингла песня была выпущена 23 июня 1979 года. Продюсерами стали Джорджо Мородер и Пит Белотт, а соавторами — Донна Саммер и члены группы Brooklyn Dreams.
Поводом к написанию трека стал случай, произошедший с одной из помощниц певицы, которая была несправедливо обвинена полицейским в уличной проституции. Сама песня была записана примерно за два года до официального релиза; услышав демозапись, глава лейбла Нил Богарт решил отдать её Шер, однако Саммер была решительно против.
Композиция достигла успеха во всем мире, достигнув топ-10 чартов семи стран, включая Испанию и Новую Зеландию. В США песня занимала первую строчку Billboard Hot 100 пять недель подряд, и разошлась тиражом более двух миллионов копий. Вместе с вышедшей ранее песней «Hot Stuff», «Bad Girls» стал самыми громкими хитами 1979 года, а также одними из самых успешных в карьере Саммер. Песня была номинирована на премию «Грэмми» в номинациях «Лучшая диско-запись» и «Лучшее женское вокальное рок-исполнение».

## Чарты
| Чарт (1979—1980)                         | Высшая позиция |
| ---------------------------------------- | -------------- |
| Австралия (Kent Music Report)            | 14             |
| Австрия (Ö3 Austria Top 40)              | 23             |
| Бельгия/Фландрия (Ultratop 50)           | 5              |
| Великобритания (Official Charts Company) | 14             |
| Ирландия (IRMA)                          | 23             |
| Испания (Promusicae)                     | 21             |
| Испания (Los 40)                         | 8              |
| Италия (Musica e dischi)                 | 17             |
| Канада (RPM Top Singles)                 | 1              |
| Канада (RPM Dance Singles)               | 1              |
| Нидерланды (Dutch Top 40)                | 7              |
| Нидерланды (Single Top 100)              | 10             |
| Новая Зеландия (Recorded Music NZ)       | 6              |
| Норвегия (VG-lista)                      | 8              |
| США (Billboard Hot 100)                  | 1              |
| США (Billboard Hot R&B/Hip-Hop Songs)    | 1              |
| США (Billboard Dance Club Songs)         | 1              |
| Финляндия (Suomen virallinen lista)      | 8              |
| ФРГ (GfK)                                | 9              |
| Швеция (Sverigetopplistan)               | 13             |
| Швейцария (Schweizer Hitparade)          | 5              |

## Сертификации
| Регион | Сертификация | Продажи    |
| --- | ------------ | ---------- |
| Канада (Music Canada) | Платиновый   | 150,000^   |
| Великобритания (BPI) | Серебряный   | 250 000^   |
| США (RIAA) | Платиновый   | 2 000 000^ |
| * Данные о продажах приведены только на основе сертификации. ^ Данные о тиражах приведены только на основе сертификации. |              |            |